# Aonami-Linie
| Triebzug der Baureihe 1000 bei Arako |                              |                                |                                |
| Streckenlänge: | 15,2 km                      |                                |                                |
| Spurweite: | 1067 mm (Kapspur)            |                                |                                |
| Stromsystem: | 1500 V =                     |                                |                                |
| Minimaler Radius: | 191 m                        |                                |                                |
| Streckengeschwindigkeit: | 110 km/h                     |                                |                                |
| Zweigleisigkeit: | ganze Strecke                |                                |                                |
| |                              |                                |                                |
| Gesellschaft: | Nagoya Rinkai Kōsoku Tetsudō |                                |                                |
| \| \| \| Tōkaidō-Hauptlinie \| 1886– \| \| \| 0,0 \| Nagoya (名古屋) \| Nagoya (名古屋) \| \| \| \| Meitetsu Nagoya (名鉄名古屋) \| \| \| \| \| Kintetsu Nagoya (近鉄名古屋) \| \| \| \| \| Meitetsu Nagoya-Hauptlinie \| 1941– \| \| \| \| Tōkaidō-Hauptlinie \| 1886– \| \| \| \| Tōkaidō-Shinkansen \| 1964– \| \| \| \| \| \| \| \| \| Güterbahnhof Sasajima \| 1937–1986 \| \| \| 0,8 \| Sasashima-raibu \| Sasashima-raibu \| \| \| \| (ささしまライブ) \| 2004– \| \| \| \| Komeno (米野) \| \| \| \| \| Aichi (愛知) \| 1896–1909 \| \| \| \| Abstellanlage \| \| \| \| \| \| \| \| \| \| Nagoya-Autobahn 5 \| \| \| \| \| Kogane (黄金) \| \| \| \| \| Nisshin Flour Milling Inc. \| \| \| \| \| Betriebswerk JR Central \| \| \| \| \| Kasumori (烏森) \| \| \| \| \| Kintetsu Nagoya-Linie \| \| \| \| \| Kansai-Hauptlinie \| \| \| \| 3,3 \| Komoto (小本) \| 2004– \| \| \| \| \| \| \| \| \| \| \| \| \| 4,3 \| Arako (荒子) \| 2004– \| \| \| \| Güterbahnhof Nagoya \| 1986– \| \| \| 5,2 \| Minami-arako (南荒子) \| 2004– \| \| \| 5,9 \| Nakajima (中島) \| 2004– \| \| \| \| Chūbu Steel Plate Co. \| \| \| \| \| Nanpō-Güterlinie (unvollendet) \| \| \| \| 7,1 \| Kōhoku(港北) \| 2004– \| \| \| 8,2 \| Arakogawa-kōen \| Arakogawa-kōen \| \| \| \| (荒子川公園) \| 2004– \| \| \| \| Arako-gawa \| \| \| \| 9,8 \| Inaei (稲永) \| 2004– \| \| \| \| Nishinagoyakō \| \| \| \| \| (西名古屋港) \| 1950–2001 \| \| \| \| Depot Shionagi \| \| \| \| \| Arako-gawa \| \| \| \| 13,1 \| Noseki (野跡) \| 2004– \| \| \| \| Nichiha Corp. \| \| \| \| \| \| \| \| \| \| Isewangan-Autobahn \| \| \| \| 15,2 \| Kinjō-futō (金城ふ頭) \| 2004– \| |                              |                                |                                |
| Strecke |                              | Tōkaidō-Hauptlinie             | 1886–                          |
| Strecke (im Tunnel) | 0,0                          | Nagoya (名古屋)                | Nagoya (名古屋)                |
| Strecke · Strecke · Bahnhof (im Tunnel) |                              | Meitetsu Nagoya (名鉄名古屋)   | Meitetsu Nagoya (名鉄名古屋)   |
| Strecke · Strecke · Kopfbahnhof Streckenanfang (im Tunnel) · Strecke (im Tunnel) |                              | Kintetsu Nagoya (近鉄名古屋)   | Kintetsu Nagoya (近鉄名古屋)   |
| Strecke · Strecke |                              | Meitetsu Nagoya-Hauptlinie     | 1941–                          |
| Strecke · Abzweig geradeaus und nach links · Kreuzung mit oberirdischer Strecke (im Tunnel) |                              | Tōkaidō-Hauptlinie             | 1886–                          |
| Strecke nach links · Kreuzung geradeaus unten · Kreuzung mit oberirdischer Strecke (im Tunnel) |                              | Tōkaidō-Shinkansen             | 1964–                          |
| Strecke von links (im Tunnel) · Kreuzung mit Tunnelstrecke · Strecke nach rechts (im Tunnel) |                              |                                |                                |
| Tunnelende · Strecke · Betriebs-/Güterbahnhof Streckenanfang (Strecke außer Betrieb) |                              | Güterbahnhof Sasajima          | 1937–1986                      |
| Strecke · Haltepunkt / Haltestelle · Strecke (außer Betrieb) | 0,8                          | Sasashima-raibu                | Sasashima-raibu                |
| Strecke · Strecke · Strecke (außer Betrieb) |                              | (ささしまライブ)               | 2004–                          |
| Haltepunkt / Haltestelle |                              | Komeno (米野)                  | Komeno (米野)                  |
| Strecke · ehemaliger Bahnhof |                              | Aichi (愛知)                   | 1896–1909                      |
| Strecke · Blockstelle |                              | Abstellanlage                  | Abstellanlage                  |
| Strecke |                              |                                |                                |
| Strecke mit Straßenbrücke · Strecke mit Straßenbrücke · Strecke mit Straßenbrücke |                              | Nagoya-Autobahn 5              | Nagoya-Autobahn 5              |
| Haltepunkt / Haltestelle · Strecke · Strecke |                              | Kogane (黄金)                  | Kogane (黄金)                  |
| Strecke · Strecke · Abzweig geradeaus und ehemals nach links · Betriebsstelle Streckenende und quer (Strecke außer Betrieb) |                              | Nisshin Flour Milling Inc.     | Nisshin Flour Milling Inc.     |
| Strecke · Strecke · Betriebs-/Güterbahnhof Streckenende |                              | Betriebswerk JR Central        | Betriebswerk JR Central        |
| Haltepunkt / Haltestelle · Strecke |                              | Kasumori (烏森)                | Kasumori (烏森)                |
| Strecke nach rechts · Strecke |                              | Kintetsu Nagoya-Linie          | Kintetsu Nagoya-Linie          |
| Abzweig quer und ehemals von rechts · Abzweig geradeaus und nach rechts |                              | Kansai-Hauptlinie              | Kansai-Hauptlinie              |
| Strecke (außer Betrieb) · Haltepunkt / Haltestelle | 3,3                          | Komoto (小本)                  | 2004–                          |
| Strecke |                              |                                |                                |
| |                              |                                |                                |
| Haltepunkt / Haltestelle · Strecke | 4,3                          | Arako (荒子)                   | 2004–                          |
| Strecke · Betriebs-/Güterbahnhof Strecke ab hier außer Betrieb |                              | Güterbahnhof Nagoya            | 1986–                          |
| Haltepunkt / Haltestelle · Strecke (außer Betrieb) | 5,2                          | Minami-arako (南荒子)          | 2004–                          |
| Haltepunkt / Haltestelle · Strecke (außer Betrieb) | 5,9                          | Nakajima (中島)                | 2004–                          |
| Abzweig geradeaus und ehemals von links · Kreuzung (Strecken außer Betrieb) · Betriebsstelle Streckenende und quer (Strecke außer Betrieb) |                              | Chūbu Steel Plate Co.          | Chūbu Steel Plate Co.          |
| Abzweig geradeaus und ehemals nach links · Abzweig quer und nach links (Strecke außer Betrieb) |                              | Nanpō-Güterlinie (unvollendet) | Nanpō-Güterlinie (unvollendet) |
| Haltepunkt / Haltestelle | 7,1                          | Kōhoku(港北)                   | 2004–                          |
| Haltepunkt / Haltestelle | 8,2                          | Arakogawa-kōen                 | Arakogawa-kōen                 |
| Strecke |                              | (荒子川公園)                   | 2004–                          |
| Brücke über Wasserlauf |                              | Arako-gawa                     | Arako-gawa                     |
| Haltepunkt / Haltestelle | 9,8                          | Inaei (稲永)                   | 2004–                          |
| |                              | Nishinagoyakō                  |                                |
| Strecke · ehemaliger Haltepunkt / Haltestelle |                              | (西名古屋港)                   | 1950–2001                      |
| Strecke · Betriebs-/Güterbahnhof Streckenende |                              | Depot Shionagi                 | Depot Shionagi                 |
| Brücke über Wasserlauf |                              | Arako-gawa                     | Arako-gawa                     |
| Haltepunkt / Haltestelle | 13,1                         | Noseki (野跡)                  | 2004–                          |
| Betriebsstelle Streckenanfang und quer (Strecke außer Betrieb) · Abzweig geradeaus und ehemals nach rechts |                              | Nichiha Corp.                  | Nichiha Corp.                  |
| Brücke über Wasserlauf |                              |                                |                                |
| Strecke mit Straßenbrücke |                              | Isewangan-Autobahn             | Isewangan-Autobahn             |
| Kopfbahnhof Streckenende | 15,2                         | Kinjō-futō (金城ふ頭)          | 2004–                          |

Die Aonami-Linie (jap. あおなみ線, Aonami-sen) ist eine Eisenbahnstrecke auf der japanischen Insel Honshū, die von der Bahngesellschaft Nagoya Rinkai Kōsoku Tetsudō betrieben wird. Sie verbindet den Bahnhof Nagoya mit dem südlich davon gelegenen Hafengebiet. Ihre offizielle Bezeichnung lautet Nishi-Nagoyakō-sen (西名古屋港線, „West-Nagoya-Hafenlinie“). Der Markenname „Aonami“ setzt sich aus den Wörtern ao (あお) für die blaue Linienfarbe, na (な) für Nagoya und mi (み, von „minato“) für den Hafen zusammen. Ursprünglich war die Strecke ausschließlich dem Schienengüterverkehr vorbehalten, bis zur Aufnahme des Personenverkehrs im Jahr 2004.

## Streckenbeschreibung
Die Stichstrecke ist 15,2 km lang, vollständig zweigleisig ausgebaut und mit 1500 V Gleichspannung elektrifiziert. Es werden elf Bahnhöfe bedient, die Höchstgeschwindigkeit beträgt 110 km/h. Der Ausgangspunkt ist der Bahnhof Nagoya, wo die Aonami-Linie von der Tōkaidō-Hauptlinie abzweigt. Auf einer Entfernung von etwa drei Kilometern verläuft sie in südwestlicher Richtung parallel zur Kansai-Hauptlinie und zur Kintetsu Nagoya-Linie. Kurz vor dem Bahnhof Komoto wendet sie sich nach Süden und verläuft von hier an vollständig auf einem Viadukt. Der vom Bahnhof Nagoya bis kurz vor Minami-Arako reichende Streckenabschnitt dient weiterhin dem Schienengüterverkehr zum Güterbahnhof Nagoya, der durch JR Freight durchgeführt wird. Die übrige Strecke ist dem Personenverkehr vorbehalten. Sie endet im Bahnhof Kinjō-futō auf einer künstlich aufgeschütteten Insel im Hafenbereich. In dessen Nachbarschaft befinden sich das Messegelände (Nagoya International Exhibition Hall) und das Legoland Japan Resort.

## Zugangebot
An Werktagen verkehren die Züge tagsüber alle 15 Minuten, während der Hauptverkehrszeit alle zehn Minuten. An Wochenenden gibt es je nach Tageszeit einen 12- oder 15-Minuten-Takt. Die Fahrtzeit zwischen Nagoya und Kinjō-futō beträgt 24 Minuten, sämtliche Züge halten an allen Zwischenbahnhöfen.
Bei Großveranstaltungen gibt es seit dem 10. März 2017 Nonstop-Züge, die nicht im regulären Fahrplan aufgeführt sind und nur bei Bedarf vorangekündigt werden; sie fahren ohne Halt von Nagoya nach Kinjō-futō und zurück.

## Bilder

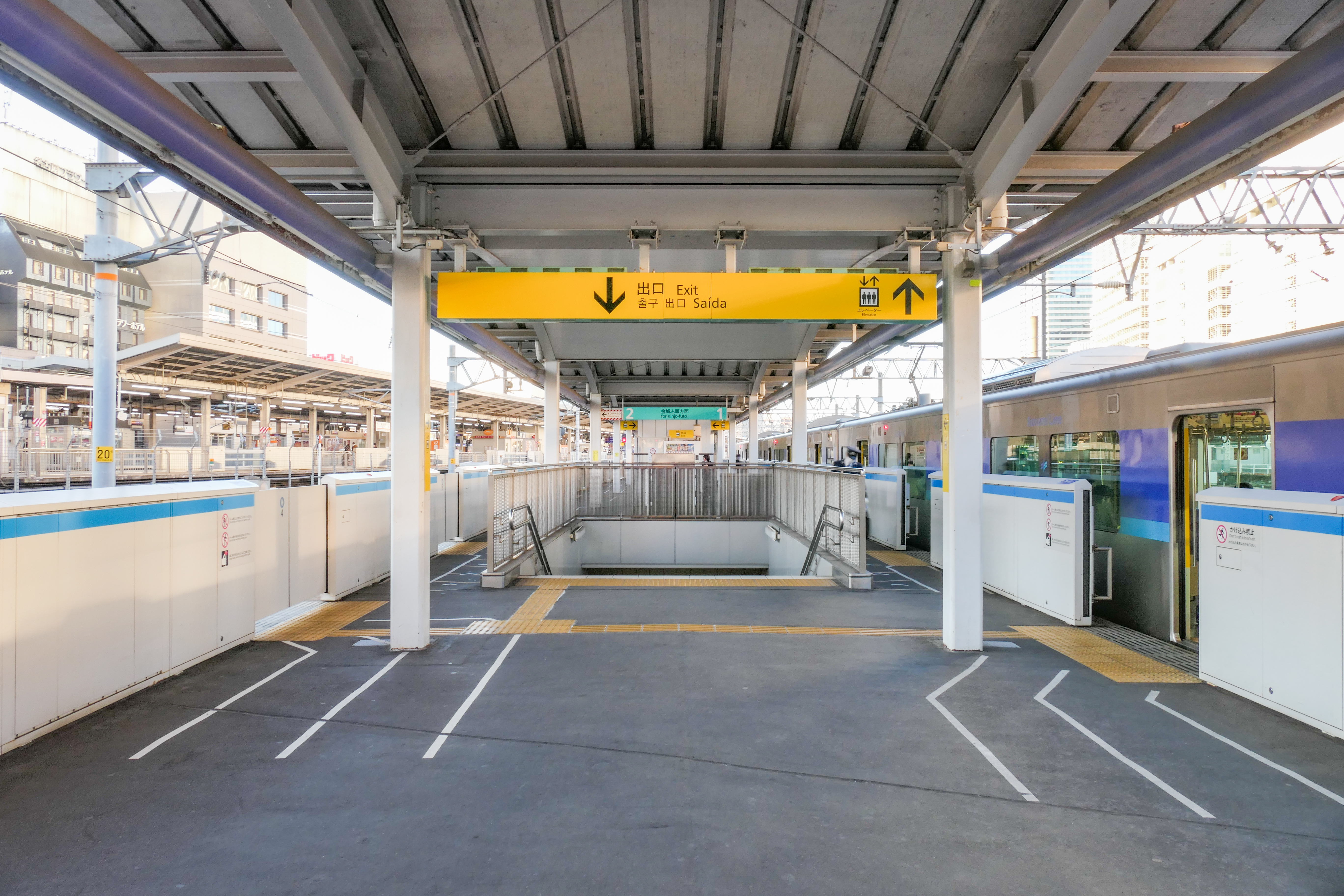
Bahnhof Nagoya
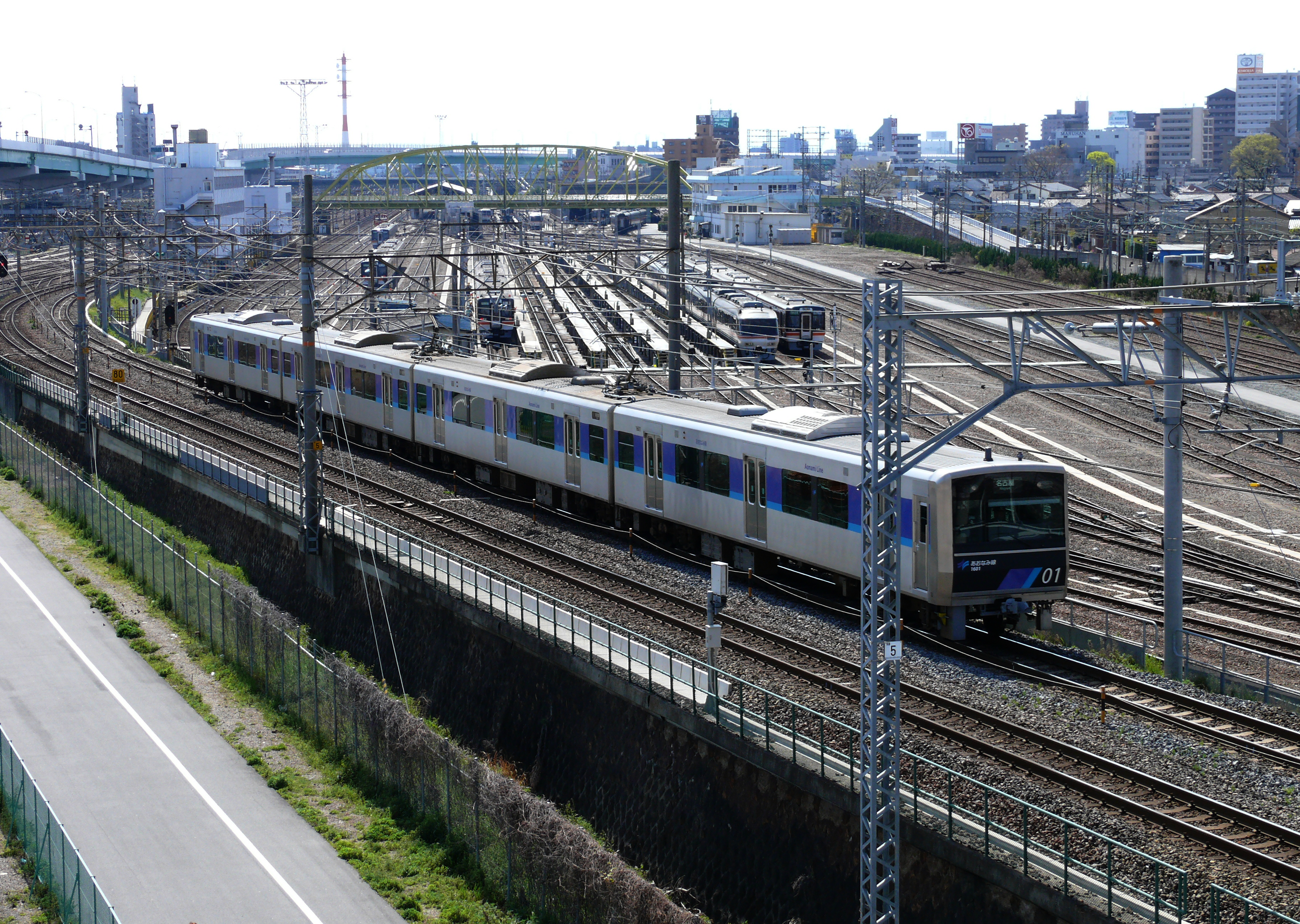
Triebzug bei Sasashima-raibu
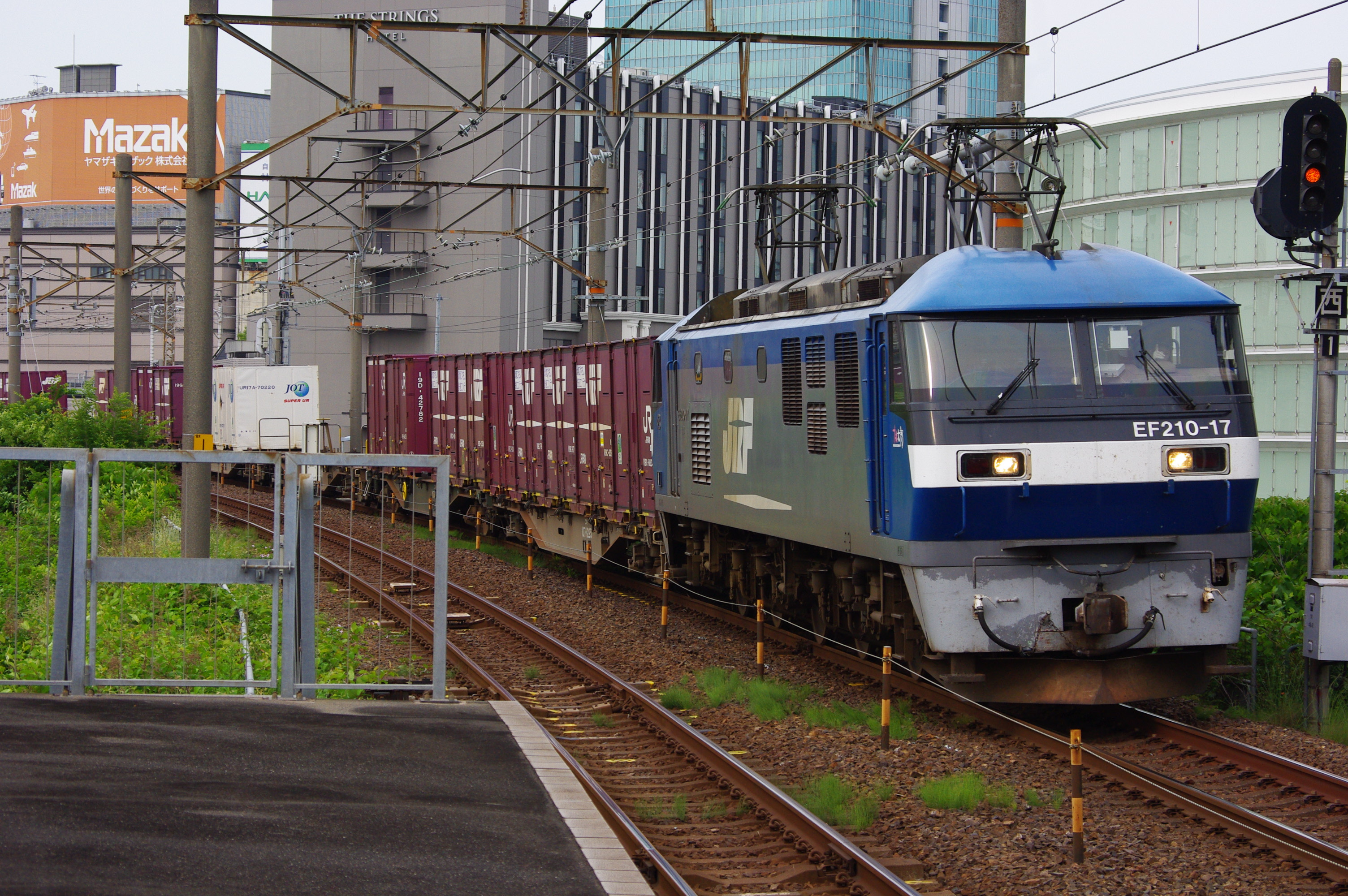
JR-Freight-Güterzug, gezogen von einer EF210-Lokomotive
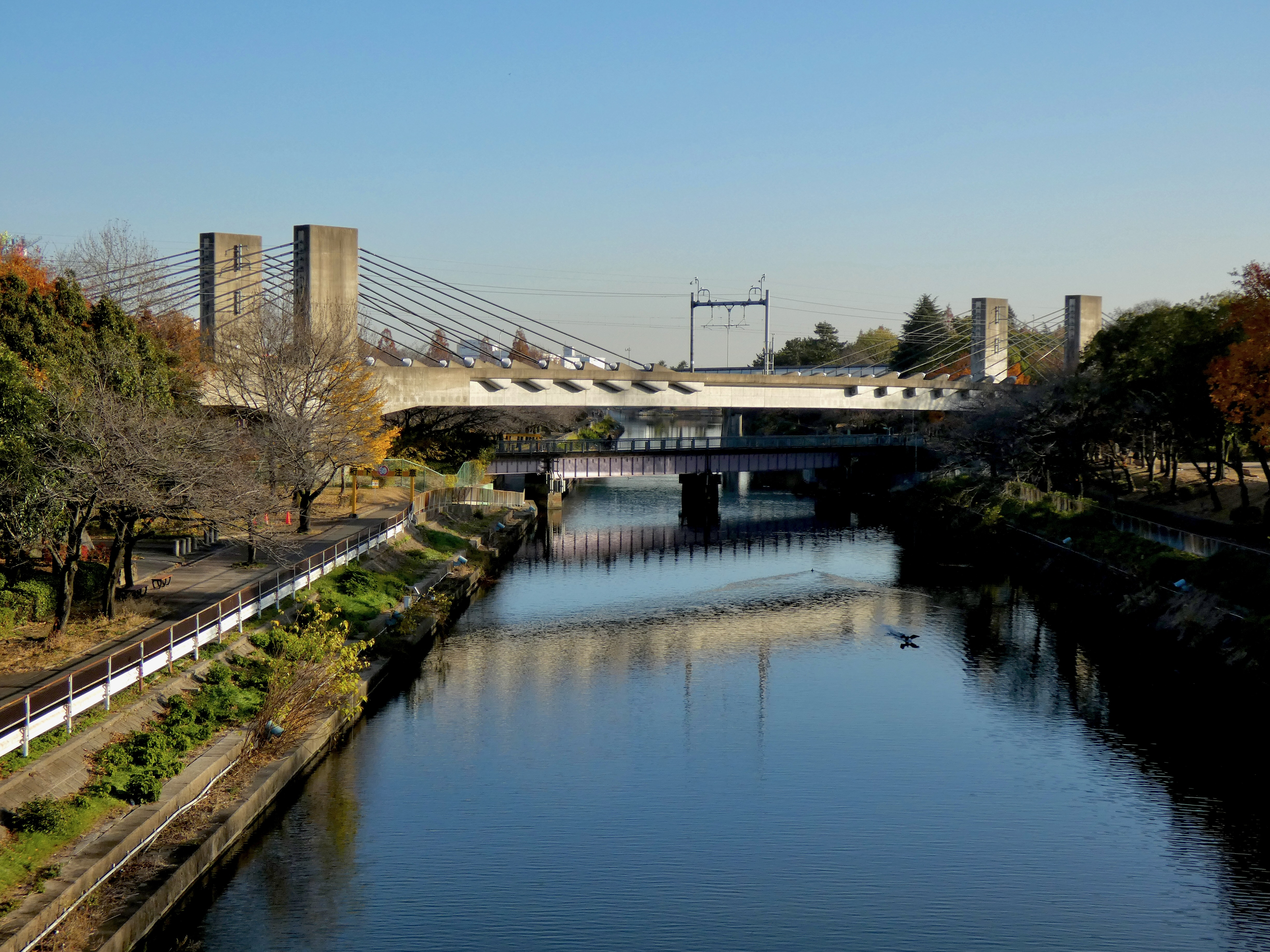
Hängebrücke über den Arako
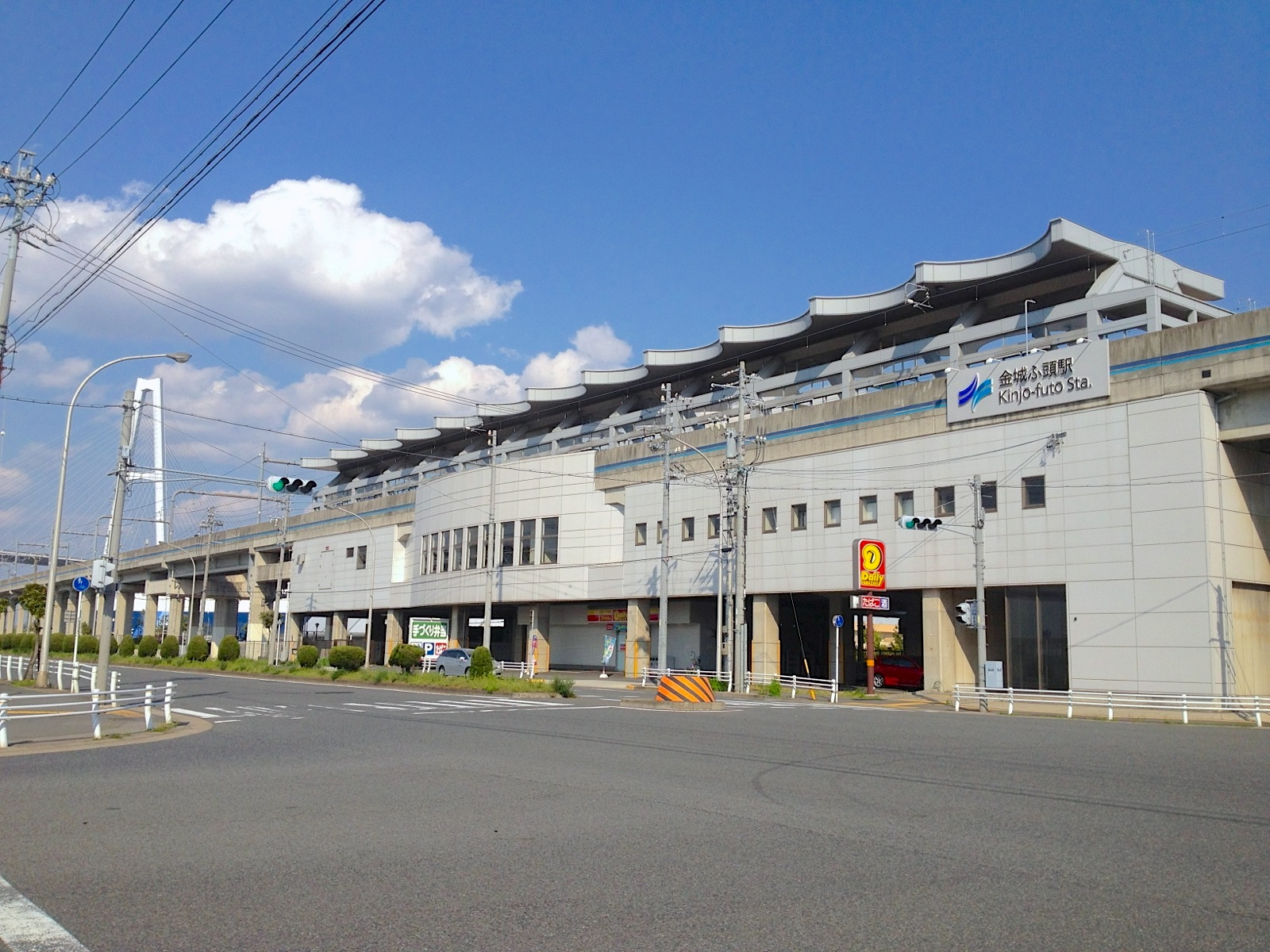
Bahnhof Kinjō-futō

## Geschichte
Seit 1911 bestand die Nagoyakō-Linie zur Erschließung des Hafens, doch mit dessen Expansion stieg der Bedarf an einer neuen Schienenanbindung. An der Westseite war die Nishi-Nagoyakō-Linie geplant und 1937 zog man ihren Bau erstmals in Betracht, doch bei Ausbruch des Pazifikkriegs mussten die Pläne zu den Akten gelegt werden. Nach Kriegsende, im August 1947, beantragten die Präfektur Aichi, die Stadt Nagoya sowie die Industrie- und Handelskammer Nagoyas den Bau einer neuen Güterverkehrsstrecke. Vermessungsarbeiten wurden ab Oktober desselben Jahres durchgeführt. Im November 1948 erteilte die Japanische Staatsbahn die Baugenehmigung und im darauf folgenden Monat begannen die Arbeiten. Das einzige Ingenieurbauwerk war eine Hängebrücke über den Fluss Arako, ansonsten waren alle Straßenkreuzungen und auch die Kreuzungen mit der Straßenbahn Nagoya höhengleich. Die Arako-Brücke war im Oktober 1949 fertiggestellt, der Rangierbahnhof Nishinagoyakō im März 1950. Die Eröffnung der Nishi-Nagoyakō-Linie zwischen dem Güterbahnhof Sasajima und Nishinagoyakō erfolgte am 1. Juni 1950.
Am 1. Oktober 1980 nahm die Staatsbahn den Güterbahnhof Nagoya in Betrieb, doch in den 1980er Jahren ging der Güterverkehr auf der Nishi-Nagoyakō-Linie u. a. aufgrund der Zunahme von LKW-Fahrten markant zurück. 1986 gab es konkrete Überlegungen, die Strecke für den Personenverkehr umzubauen. Sie sollte aber eingleisig und nicht elektrifiziert bleiben. Dieser Vorschlag hatte den Vorteil, dass die Baukosten nur etwa ein Zehntel der ebenfalls geplanten Verlängerung der Higashiyama-Linie der U-Bahn Nagoya betragen würden. Damals gab es jedoch viele Hürden für die Umsetzung des Projekts, da die verschiedenen beteiligten Organisationen unterschiedliche Ziele verfolgten. Zudem band die bevorstehende Staatsbahnprivatisierung sämtliche personellen Ressourcen. Am 1. April 1987 übernahm die neue Bahngesellschaft JR Central die Strecke, der Güterverkehr wurde an JR Freight übertragen.
Der Nationale Rat für Verkehrspolitik empfahl 1992 in einem Bericht die Umstellung auf Personenverkehr. Am 2. Dezember 1997 erfolgte unter Federführung der Stadt Nagoya die Gründung der Nagoya Rinkai Kōsoku Tetsudō (NRKT), die wenige Tage später die Betriebslizenz erhielt. Als ersten Schritt elektrifizierte JR Central am 30. März 1998 den Abschnitt zwischen Nagoya und dem Güterbahnhof Nagoya. Die eigentlichen Bauarbeiten begannen im Februar 2000 und umfassten insbesondere die Errichtung von Bahnhöfen, die Verlegung des Abschnitts südlich von Nakajima auf einen Viadukt, den Ausbau auf Doppelspur sowie die Verlängerung der Strecke um rund vier Kilometer vom ehemaligen Rangierbahnhof Nishinagoyakō nach Kinjō-futō. Die Kosten betrugen 93 Milliarden Yen. Am 6. Oktober 2004 erfolge die Inbetriebnahme der Aonami-Linie.

## Liste der Bahnhöfe

Streckenkarte

| Name | Name                             | km   | Anschlusslinien | Lage   | Ort                 |
| ---- | -------------------------------- | ---- | --- | ------ | ------------------- |
| AN01 | Nagoya (名古屋)                  | 00,0 | Tōkaidō-Shinkansen Tōkaidō-Hauptlinie Chūō-Hauptlinie Kansai-Hauptlinie U-Bahn Nagoya: Higashiyama-Linie Sakura-dōri-Linie im Bhf. Kintetsu Nagoya: Kintetsu Nagoya-Linie im Bhf. Meitetsu Nagoya: Meitetsu Nagoya-Hauptlinie | Koord. | Nakamura-ku, Nagoya |
| AN02 | Sasashima-raibu (ささしまライブ) | 00,8 | | Koord. | Nakamura-ku, Nagoya |
| AN03 | Komoto (小本)                    | 03,3 | | Koord. | Nakagawa-ku, Nagoya |
| AN04 | Arako (荒子)                     | 04,3 | | Koord. | Nakagawa-ku, Nagoya |
| AN05 | Minami-Arako (南荒子)            | 05,2 | | Koord. | Nakagawa-ku, Nagoya |
| AN06 | Nakajima (中島)                  | 05,9 | | Koord. | Nakagawa-ku, Nagoya |
| AN07 | Kōhoku (港北)                    | 07,1 | | Koord. | Minato-ku, Nagoya   |
| AN08 | Arakogawa-kōen (荒子川公園)      | 08,2 | | Koord. | Minato-ku, Nagoya   |
| AN09 | Inaei (稲永)                     | 09,8 | | Koord. | Minato-ku, Nagoya   |
| AN10 | Noseki (野跡)                    | 12,1 | | Koord. | Minato-ku, Nagoya   |
| AN11 | Kinjō-futō (金城ふ頭)            | 15,2 | | Koord. | Minato-ku, Nagoya   |